# Malla (Spanyolország)
Malla település Spanyolországban, Barcelona tartományban. Lakosainak száma 272 fő (2024).

## Földrajza
Malla Tona, Taradell, Seva, Vic, Santa Eugènia de Berga és Muntanyola községekkel határos.

## Népesség
A település lakosságának változását az alábbi diagram mutatja:
| Lakosok száma | 131  | 391  | 521  | 394  | 257  | 262  | 255  | 266  | 273  | 272  |
|               | 1717 | 1887 | 1936 | 1960 | 1986 | 2004 | 2009 | 2014 | 2019 | 2024 |